# Båttjärnen, Dalarna
Båttjärnen är en sjö i Falu kommun i Dalarna och ingår i Dalälvens huvudavrinningsområde. Sjön är 5 meter djup, har en yta på 0,147 kvadratkilometer och är belägen 230,2 meter över havet. Sjön avvattnas av vattendraget Båttjärnsbäcken. Vid provfiske har abborre och mört fångats i sjön.

## Delavrinningsområde
Båttjärnen ingår i det delavrinningsområde (673795-151737) som SMHI kallar för Mynnar i Lillsälnan. Medelhöjden är 255 meter över havet och ytan är 11,14 kvadratkilometer. Det finns inga avrinningsområden uppströms utan avrinningsområdet är högsta punkten. Båttjärnsbäcken som avvattnar avrinningsområdet har biflödesordning 4, vilket innebär att vattnet flödar genom totalt 4 vattendrag innan det når havet efter 254 kilometer. Avrinningsområdet består mestadels av skog (85 procent). Avrinningsområdet har 0,15 kvadratkilometer vattenytor vilket ger det en sjöprocent på 1,3 procent.